# Harald Rofner
Harald Rofner, né le 2 mars 1948 à Zams, est un ancien skieur alpin autrichien membre du Ski Club de l'Arlberg.

## Palmarès

### Coupe du monde
- Meilleur résultat au classement général : 15e en 1971
  - 1 victoire : 1 slalom

#### Saison par saison
- Coupe du monde 1969 :
  - Classement général : 53e
- Coupe du monde 1970 :
  - Classement général : 21e
    - 1 victoire en slalom : Zell am See (B)
- Coupe du monde 1971 :
  - Classement général : 15e
- Coupe du monde 1972 :
  - Classement général : 34e

### Arlberg-Kandahar
- Meilleur résultat : 3e place dans les slaloms 1968 de Chamonix et 1971-72 de Sestrières